# 1948年臺灣
|        | 臺灣歷史 \| 台灣歷史年表 |
| 世纪： | 19世纪臺灣 \| 20世纪臺灣 \| 21世纪臺灣 |
| 年代： | 1910年代臺灣 \| 1920年代臺灣 \| 1930年代臺灣 \| 1940年代臺灣 \| 1950年代臺灣 \| 1960年代臺灣 \| 1970年代臺灣                                           |
| 年份： | 1943年臺灣 \| 1944年臺灣 \| 1945年臺灣 \| 1946年臺灣 \| 1947年臺灣 \| 1948年臺灣 \| 1949年臺灣 \| 1950年臺灣 \| 1951年臺灣 \| 1952年臺灣 \| 1953年臺灣 |
| 纪年： | 戊子年（鼠年）、中華民國37年 |

## 政府

### 省政府主席

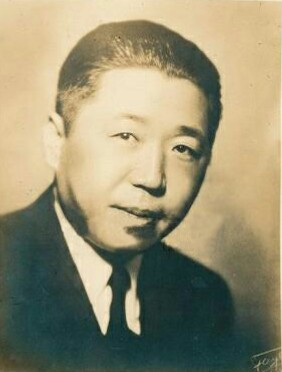
臺灣省政府主席：魏道明

## 大事記

### 1月
- 1月20日－1月23日——1948年臺灣省縣長考試[1]:27-30。

### 2月
- 2月28日——廖文毅等人於香港成立「台灣再解放聯盟」，為戰後首個台獨團體。[2]:170

### 3月
- 3月1日——臺灣省鐵路管理委員會改組為臺灣鐵路局[3]:501，首任局長郎鍾騋於3月5日上任[4]:9。

### 4月
- 4月1日——聯合國兒童救濟會臺灣分會成立，針對臺灣貧童展開救援行動；臺灣省瘧疾研究所於臺北市成立，隸屬臺灣省衛生處，防瘧疾工作正式納入政府體制[3]:502。

### 5月
- 5月28日——新店溪橋燒車事故[5]:121-125[4]:11-13
- 5月31日——教育部公布「編印連環圖畫輔導辦法」[3]:503。

## 出生
参见： 1948年出生
- 1月2日——藍星木：政治人物，曾任高雄市議員。
- 1月6日——徐重仁：企業家，曾任全聯總裁、統一超商總經理。
- 1月18日——張志梅：政治運動人士。
- 1月21日——温世仁，企業家。英業達集團總裁、副董事長。（2003年逝世）
- 1月22日——陳明台：詩人。
- 1月30日——吳敦義，政治人物。曾任高雄市市長、行政院院長。
- 2月2日——蔡志忠：比丘、漫畫家，現已剃度出家，法號「延一」。
- 2月4日——林義豐：企業家。
- 2月11日——
  - 吳妍華：分子生物學家，曾任國立陽明大學校長、國立交通大學校長。
  - 洪敏泰：企業家、橄欖球運動員，是洪建全之子，曾任建弘電子總經理，後來創辦普騰電子、泰瑞電子、新瑞電器、集穎視訊等公司。
- 2月12日——雷洪：演員。
- 2月16日——黃肇松：記者、企業家、政治人物，曾任國策顧問、監察院諮詢委員、《時報周刊》董事長、中央通訊社董事長。
- 2月17日——葉世文，曾任內政部營建署署長、桃園縣副縣長。因涉及八德合宜住宅弊案聞名。
- 2月20日——
  - 張致遠：作家、登山家、製作人、文史工作者。
  - 趙玉柱：教育工作者，是趙建銘之父，曾任永康大橋國小校長、永康龍潭國小校長、北門錦湖國小校長、南化瑞峰國小校長。
- 3月1日——
  - 余天：歌手、演員、主持人、政治人物、鐵餅運動員，是李亞萍之夫、余祥銓之父，曾任立法委員。
  - 曹啟鴻：政治人物，曾任立法委員、農業委員會主任委員、屏東縣縣長。
- 3月3日——鈕大可：歌手、音樂製作人。
- 3月5日——簡上仁：主持人、音樂製作人、音樂學家。
- 3月8日——葉賽鶯：法官，是葉俊麟之女。
- 3月9日——張進福：政治人物、電機工程學家，曾任行政院政務委員、國家科學委員會副主任委員、國立暨南大學校長、元智大學校長。
- 3月12日——陳憲中：政治人物，曾任立法委員、雲林縣議員。
- 3月20日——許鍾碧霞：政治人物，是許信良之妻，曾任立法委員。
- 3月23日——曾心儀：作家、政治運動人士。
- 4月2日——
  - 戴振耀，農民運動、政治人物。曾任立法委員。（2017年逝世）
  - 廖輝英：作家。
- 4月7日——
  - 洪秀柱：政治人物。
  - 顏慶章：政治人物、法學家，曾任中華民國財政部部長、元大金控董事長、復華金控董事長。
- 4月10日——王塗發：政治人物、經濟學家，曾任立法委員、考試院典試委員、台灣電力公司董事、國立台北大學經濟系教授。
- 4月25日——
  - 游錫堃，政治人物。曾任宜蘭縣縣長、行政院院長。
  - 李錫津：政治人物、教育學家，曾任嘉義市副市長、台北市教育局局長、建國中學校長、松山家商校長。
- 5月10日——許應深：政治人物，曾任中華民國內政部政務次長、桃園縣代理縣長、桃園縣副縣長。
- 5月11日——顏天佑：戲曲學家。
- 5月15日——胡志強，政治人物。曾任外交部部長、臺中市市長。出生於中國北平市。
- 5月24日——曹原彰：政治人物，曾任立法委員、國民大會代表。
- 5月27日——陳文村：電腦科學家。
- 5月29日——楊秋忠：生物學家。
- 6月1日——葉啟田，歌手。代表作為《愛拚才會贏》。
- 6月4日——余心樂：小說家、翻譯家、文學評論家。
- 6月9日——陳盛沺，企業家，聲寶股份有限公司總裁。
- 6月15日——陳瑞隆：政治人物、企業家，曾任中華民國經濟部部長、力晶公司董事長。
- 6月23日——林鈺祥：政治人物，曾任立法委員、台北市議員。
- 6月27日——朱鳳芝：政治人物，曾任立法委員、桃園縣議員。
- 7月9日——詹啟賢，醫師、政治人物。曾任衛生署署長，國光生技董事長。
- 7月14日——張清溪：經濟學家、社會運動人士。
- 7月18日——李詩欽：企業家，曾任英業達董事長。
- 8月3日——翁啟惠，化學家。中洋研究院院士、院長。
- 8月8日——陳剛信：企業家，是陳瑩之父，現任TVBS副董事長，曾任民視總經理。
- 8月11日——張小燕，藝人。出生於中國上海。
- 8月15日——林炳坤：政治人物，曾任立法委員。
- 8月17日——林九炲：政治人物，曾任銅鑼鄉鄉民代表會副主席。
- 9月1日——鄭三元：政治人物、教師，曾任立法委員、新店市（今新店區）市長。
- 9月3日——王進士，政治人物。曾任屏東市市長、立法委員。
- 9月12日——陳適庸：政治人物、法院推事、法學家，曾任立法委員、嘉義縣縣長。
- 9月14日——宋七力，爭議性宗教人物。
- 9月22日——張秀蓮：政治人物、銀行家，曾任中華民國財政部常務次長、國庫署署長、台灣銀行董事長。
- 9月23日——章永華：演員、鼓手，是陽光合唱團成員之一。
- 9月24日——
  - 陳朝寶：漫畫家。
  - 陳垣崇：遺傳學家，是陳鈴津之弟，為阿糖苷酶α藥品發明人。
- 9月28日——陳貴明：核子工程學家，曾任台灣電力公司董事長。
- 10月3日——高成炎：教授、社會運動人士。
- 10月5日——許安東：游泳教練。
- 10月8日——陳水在：政治人物，曾任金門縣縣長。
- 10月9日——許嘉棟：政治人物、經濟學家，曾任中華民國財政部部長、中央研究院經濟研究所所長。
- 10月11日——呂阿添：政治人物、陶藝家，曾任鶯歌區東湖里里長。
- 10月17日——黃鎮台：化學家。
- 10月27日——李政隆：牧師、建築師。
- 10月28日——林奏延，曾任衛福部部長。
- 10月29日——林慶彰：思想家、文學家。
- 11月1日——顏崑陽：作家、文學家。
- 11月6日——杜忠誥：書法家。
- 11月11日——焦仁和，政治人物。曾任海基會副董事長兼秘書長。出生於中國浙江杭州。
- 11月15日——張文儀：政治人物、企業家，曾任立法委員。
- 11月28日——鄭文彬：逃犯，是甄秀珍前夫，因捲款出境，遭中華民國調查局通緝。
- 11月30日——黃政哲：政治人物、企業家，曾任立法委員、華升上大建設公司總經理。
- 12月25日——李文卿：數學家。
- 12月26日——
  - 蕭新煌，社會學者。
  - 黃大一：程式設計師、古生物學家，是黃溫恭長子，為達意輸入法開發人，也新創研究領域「恐龍胚胎學」。
- 12月27日——黃西田：歌手、演員、主持人，是黃露瑤之父。